# Tausend Augen (1984)
Tausend Augen ist ein deutscher Spielfilm aus dem Jahr 1984 von Hans-Christoph Blumenberg mit Barbara Rudnik und Armin Mueller-Stahl in den Hauptrollen.

## Handlung
Gabriele ist eine attraktive Hamburger Meeresbiologie-Studentin. Sie sehnt sich nach ihrem Freund, der jedoch in Australien lebt, und ihr fehlt das Geld für die teure Reise. Daher arbeitet sie unter dem Pseudonym „Charlie“ in einer Peepshow.
Inhaber der Peepshow ist Arnold, ein wortkarger, älterer Herr. In einem Hinterzimmer seines Etablissements geht er einer weiteren Tätigkeit nach: Der Raubkopiererei von Videokassetten. Auftraggeberin ist Lohmann, eine androgyne Dame, die Arnold mittels Kargus, ihrem Handlanger, unter Druck setzt.
Gabriele wird derweil von mehreren Männern verehrt, darunter auch von dem Taxifahrer Schirmer, der sie regelmäßig von ihrer Wohnung zur Peepshow fährt. Ein weiterer Verehrer ist Mehmet, ein schüchterner junger Mann. Mehmet doziert an einer Universität Meeresbiologie und erkennt unter seinen Studentinnen bei einer Vorlesung Gabriele, die er stets nur unter ihrem Pseudonym „Charlie“ aus der Peepshow kannte. Mehmet stellt daraufhin Gabriele zögerlich nach und möchte sie für sich gewinnen. Gabriele weist seine Avancen zurück.
Auch Arnold gehört zu den Verehrern von Gabriele. Er weiht sie in seine illegale Tätigkeit als Raubkopierer ein und bietet ihr einen Job dabei an. Sie lehnt dies ab. Arnold hat letztlich Mitleid mit Gabriele und steckt ihr viel Geld zu, damit sie zu ihrem Freund nach Australien reisen kann.
Da Arnold mit seinen Raubkopier-Aufträgen nicht hinterherkommt, wird er zu Lohmann zitiert. Sie lockt ihn auf einen hohen Balkon, wo Arnold aus dem Hinterhalt von Kargus angegriffen wird. Beim folgenden Kampf stürzen beide gemeinsam in die Tiefe.
Gabriele reist zu ihrem Freund nach Australien. Nach einem Jahr schickt sie ihrem früheren Verehrer, dem Taxifahrer Schirmer, eine Nachricht. Sie habe sich nach vier Monaten in Australien wieder von ihrem Freund getrennt und wisse nicht, ob sie nach Hamburg zurückkehren wird.

## Produktionsnotizen
Tausend Augen wurde zwischen dem 16. Januar und dem 6. März 1984 in Hamburg gedreht und am 7. September 1984 uraufgeführt. Die Fernseherstausstrahlung der Film-Fernseh-Coproduktion erfolgte am 14. Mai 1987 im ZDF. Bereits vom 14. bis 20. Dezember 1983 fanden Dreharbeiten für einen Urlaubsfilm in Australien mit der Protagonistin Barbara Rudnik statt. Diese Filme wurden auf Super 8 gedreht und im letztlichen Spielfilm als kurze stumme Zwischenepisoden gezeigt.
Der Darsteller des stummen Kargus ist Peter Behrens, der hier zum ersten Mal eine Spielfilmrolle übernahm. Er war eigentlich der Schlagzeuger der NDW-Band Trio. Auch für Barbara Rudnik war dies eine ihrer ersten Rollen in einem Spielfilm, während Peter Kraus in einer seiner letzten Spielfilmrollen zu sehen ist.
Die Filmbauten entwarf Christian Bussmann, Produzent Michael Bittins übernahm auch die Produktionsleitung.

## Kritiken
„Mit Überschwang huldigt der Regisseur Hans-Christoph Blumenberg den alten Kino-Schattenspielen des Geheimnisträchtigen, der Mystifikation, der bizarren Maskerade. (…) Seltsam, wie sich das große Gefühl, das in diesem Film aufgehen möchte, verdünnt und verflüchtigt in Kunstfertigkeiten, Mystifikationen und feinsinnigem Stuß – am Ende hat er mit der Wirklichkeit das Leidigste doch gemeinsam: daß nichts dahintersteckt.“

„H.-C. Blumenbergs Film lebt von guten darstellerischen Leistungen, pittoresken Schauplätzen (übrigens alle in Hamburg und Umgebung), einer beklemmenden Atmosphäre und Interieurs, die an den New-Wave-Thriller „Diva“ erinnern.“

„Blumenberg, der sich in seinem Schreiben über Filme und Filmer so deutlich offenbaren, ja auch trotzig entblößen wollte und konnte, hat in den „Tausend Augen“ seine eigenen nur spalt-, nur andeutungsweise geöffnet. Aus diesem Film läßt sich kaum ahnen, was seine Leser längst wissen: was diesen Autor an Menschen, an Geschichten, am Kino fesselt.“

„Eine Parabel über die Unerfüllbarkeit menschlicher Sehnsüchte, spröde und distanziert inszeniert als verhaltener Thriller in einem genau beobachteten Lebensmilieu. Ein bemerkenswerter Erstlingsfilm, dem es aber an direkter Sinnlichkeit in der Personenführung mangelt.“